# Said Dschaparowitsch Amirow
Said Dschaparowitsch Amirow (russisch Саи́д Джапа́рович Ами́ров; * 5. März 1954 in Dschangamachi, Rajon Lewaschi, Dagestanische Autonome Sozialistische Sowjetrepublik, UdSSR) ist ein russisch-dagestanischer Politiker, Ökonom, ehemaliger Bürgermeister von Machatschkala (1998–2013). Wegen Terrorvorwürfen und der Beteiligung an Auftragsmorden wurde er 2013 gerichtlich angeklagt und zu lebenslanger Haft verurteilt.

## Biographie
Amirow ist ein ethnischer Darginer. Er erwarb zwei Abschlüsse in Wirtschaftswissenschaften – 1983 im Institut der Lebensmittelindustrie und 1992 an der University of Engineering and Economics in St. Petersburg. 2006 erhielt er einen Doktortitel. Amirow unterrichtete an der Dagestanischen Staatlichen Universität und war Mitglied der Akademie für Sozial- und Humanwissenschaften sowie der Russischen Städtischen Akademie.
Zwischen 1971 und 1991 war Amirow in verschiedenen Positionen der Verbrauchergenossenschaften in Dagestan tätig und bekleidete den Posten des Vorsitzenden der Verbraucherunion Dagpotrebsojus.
Amirow war Abgeordneter des Obersten Sowjets der Dagestanischen ASSR. Von 1991 bis 1998 stellvertretender Vorsitzender der Regierung der Republik Dagestan. Er gründete 1994 die Dagestanische Volksreformpartei. 1998 wurde er mit mehr als 70 % der Stimmen zum Bürgermeister von Machatschkala gewählt und bis 2013 nachfolgend wiedergewählt. Er wurde zudem zweimal zum besten Bürgermeister Russlands gekürt.
1999 wurde er zum Abgeordneten der Volksversammlung der Republik Dagestan der II. Einberufung (1999–2003) gewählt.
Nach eigenen Angaben habe es mehr als 15 Attentatsversuche gegen Amirow gegeben. Der heftigste unter ihnen ereignete sich im September 1998, als eine Bombe in der Nähe seiner Wohnung in Machatschkala hochging. Dabei starben 20 Menschen in unmittelbarer Nachbarschaft. Seit einem Attentat am 3. April 1993 ist Amirow auf einen Rollstuhl angewiesen.
Seit Dezember 2001 ist er Mitglied von Einiges Russland.

## Festnahme und Verurteilung
Anfang Juni 2013 wurde Amirow wegen des Verdachts festgenommen worden, einen Mord in Auftrag gegeben zu haben. Ihm wurde vorgeworfen, im Jahr 2011 den Mord an dem Ermittler Arsen Gadschibekow organisiert zu haben. Gemäß der Nachrichtenagentur Life News kamen die Ermittler zum Ergebnis, dass Amirow mit der in den Drogenhandel involvierten kriminellen Gruppe Kolchosniki in Verbindung stand.
Im Juli 2014 wurde Amirow vom Moskauer Basmanny-Gericht (Басманный суд) zunächst wegen der Planung terroristischer Anschläge zu 10 Jahren Gefängnis in einer Strafkolonie verurteilt. Im August 2015 wurden ihm weitere schwerwiegende Taten zur Last gelegt. In der Folge wurde er zu lebenslanger Freiheitsstrafe verurteilt. Der Versuch, die Entscheidung beim Obersten Gerichtshof Russlands anzufechten, scheiterte, und das Urteil wurde im März 2016 rechtskräftig.
Im Oktober 2017 kam der Europäische Gerichtshof für Menschenrechte der Beschwerde von Amirow nach, wonach dieser aufgrund seiner schweren Krankheit nicht im Untersuchungsgefängnis, in dem schlechte medizinische Versorgung herrscht, gehalten werden darf.

## Auszeichnungen
- Orden der Freundschaft (1999)[1]
- Verdienstorden für das Vaterland IV. Klasse[1]
- Orden „Für Verdienste um die Republik Dagestan“[6]
- Orden des Heiligen Fürsten Daniel von Moskau II. Klasse[1]
- Orden des Heiligen Seraphim von Sarow II. Klasse[1]
- Medaille „Für die Zusammenarbeit mit dem FSB Russlands“[6]